# Obraz Matki Bożej Pięknej Miłości w Bydgoszczy
Matka Boża Pięknej Miłości – gotycki obraz Matki Bożej z Różą, znajdujący się w ołtarzu głównym kościoła katedralnego w Bydgoszczy. Sanktuarium maryjne od XVII w.

## Obraz
Słynący cudami, gotycki obraz przedstawia Madonnę Apokaliptyczną obleczoną w słońce, z księżycem pod stopami, Dzieciątkiem Jezus na lewej ręce i pąsową różą w dłoni prawej. Dzieło to nazywane Matką Bożą z Różą według opinii historyka sztuki prof. Tadeusza Dobrowolskiego zaliczane jest do najpiękniejszych wizerunków maryjnych na ziemiach polskich.
Dzieło pochodzi z lat 1467–1475. Obraz namalował twórca polski lub zachodnioeuropejski. Przypuszcza się, że pochodził ze szkoły kolońskiej, nadreńskiej lub flamandzkiej. Dzieło zostało namalowane na drewnianej płycie o wymiarach 104 × 180 cm techniką temperową i wykończone laserunkami. U stóp Madonny klęczy postać męska, którą można kojarzyć z Mikołajem Szarlejskim bądź Janem Kościeleckim. Niektórzy dopatrują się w niej nawet króla Kazimierza Jagiellończyka, który był współfundatorem ołtarza i częstym gościem w Bydgoszczy w okresie wojny trzynastoletniej (1454–1466).
Fundacja ołtarza i obrazu kojarzona jest jednoznacznie z zakończeniem wojny trzynastoletniej. Wojewoda inowrocławski, starosta bydgoski Jan Kościelecki 9 grudnia 1466 jako wotum dziękczynne za powrót Pomorza Gdańskiego do Polski ufundował za uprzednią zgodą Kazimierza Jagiellończyka ołtarz pod wezwaniem Najświętszej Marii Panny w kościele farnym w Bydgoszczy. Na główną ozdobę ołtarza zamówił bądź zakupił obraz maryjny. Do swej fundacji starosta dopuścił na równych prawach burmistrza i rajców bydgoskich. Wspólnie z nimi powołał do życia czteroosobowe kolegium duchownych-ołtarzystów (mansjonarzy), którzy podczas codziennej mszy porannej śpiewać mieli oficjum liturgiczne Najświętszej Marii Pannie. Mansjonarze sprawowali swą posługę w intencji zbawienia duszy zmarłego wojewody brzeskiego, starosty bydgoskiego Mikołaja Szarlejskiego (1397–1457), któremu Jan Kościelecki zawdzięczał swą karierę urzędniczą i majątek.
Erekcji kanonicznej ołtarza dokonał 25 lutego 1521 r. biskup włocławski Maciej Drzewicki. Prawo patronatu nad tym obiektem podzielone było początkowo (do 1600 r.) między radę miejską a starostów z rodziny Kościeleckich, później pozostawało w wyłącznej gestii burmistrza i rajców.
Ołtarz Najświętszej Marii Panny wraz z obrazem znajdował się do końca XVIII wieku w nawie północnej świątyni, podczas gdy w prezbiterium znajdowało się malowidło Trójcy Świętej i patronów kościoła – św. biskupów Marcina i Mikołaja. Od XVI wieku w związku z budową w farze nowych ołtarzy (do 1772 r. było ich 13) do tytulatury piętnastowiecznego obiektu wprowadzano różnicujące określenia. W 1527 r. nazwano go ołtarzem Marii Panny Wniebowziętej, a od połowy XVII do początku XIX wieku ołtarzem Ofiarowania Najświętszej Marii Panny.
W latach 1819–1829, podczas gruntownej renowacji kościoła farnego, przeprowadzonej na koszt Królestwa Prus, ołtarz wraz z obrazem przeniesiono z nawy północnej do prezbiterium, gdzie odtąd pełni rolę ołtarza głównego.
Obraz aż do początku XX wieku pokryty był ozdobami. Spoza metalowych okładzin widoczne były jedynie twarze Matki i Syna oraz ręce Madonny, zasłonięte w XIX w. oleodrukowymi nalepkami. W 1922 r. proboszcz fary ks. Tadeusz Skarbek-Malczewski odkrył pod wielowiekowymi nawarstwieniami obraz Maryi, który określił: „nadzwyczajnej piękności”. Odtąd datuje się historia renowacji obrazu. Pierwszej konserwacji dzieła dokonał w latach 1922–1923 Jan Rutkowski z Poznania.
Zarówno obraz, jak i świątynia przetrwały wojny i wywózki; w czasie II wojny światowej obraz ukryto potajemnie w wiejskim kościele w Mąkowarsku, w obawie przed wywózką dzieła do Niemiec. Dzieło umieszczone było od 23 lipca 1943 r. w ołtarzu kaplicy bocznej. Do kościoła farnego wizerunek „Madonny Bydgoskiej” wrócił 26 września 1945 r., był jednak bardzo zaniedbany. Kolejną renowację przeprowadzono w 1950 r. w Pracowni Konserwacji Zabytków UMK w Toruniu, pod kierownictwem art. mal. Leonarda Torwirta, po czym obraz po umieszczeniu w złotej ramie znalazł się ponownie w ołtarzu głównym. W 2018 popękany obraz ponownie poddano restauracji, którą ukończono w połowie 2019.

## Historia kultu

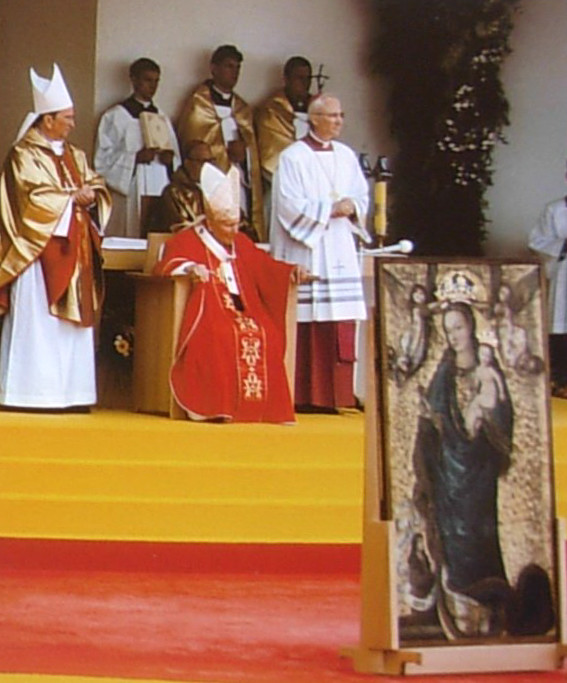
Uroczystości koronacji obrazu Madonny podczas wizyty Jana Pawła II w Bydgoszczy 7 czerwca 1999 r.

Historia kultu obrazu sięga czasów renesansu. Od XVI wieku zbierano bogaty zbiór wotów maryjnych. Wedle opisów z lat 1712–1745 obraz pokrywały srebrne i pozłacane sukienki, korony i gwiazdy, a tło wizerunku wyłożone było cynową blachą. W podzięce za doznane łaski wieszano na nim wota, sznury korali, klejnoty, zausznice, łańcuszki, medaliki, szkaplerze, wisiorki i wstęgi. Dwa okazałe wota (po ok. 900 gramów) w intencji pomyślności miasta złożyła także w różnych czasach bydgoska rada miejska. Jedno z nich, ufundowane przed rokiem 1745, wespół z herbem Bydgoszczy zawierało rytowany wizerunek Matki Boskiej. Większość zebranych w okresie przedrozbiorowym wotów, oddano pod koniec XVIII wieku na wsparcie insurekcji kościuszkowskiej.
Obraz Matki Boskiej z różą tkwił aż do początku XIX wieku w północnej nawie bocznej, gdzie w latach 1699–1745 wzmiankowano go jako „cudowny” i „łaskawy”. Dzięki niemu od połowy XVII wieku fara odgrywała rolę lokalnego sanktuarium maryjnego. Od lat 1699–1712 z malowidłem związany był odpust papieski w intencji wyzwalania dusz czyśćcowych, na mocy upoważnienia Stolicy Apostolskiej odnawiany co dziesięć lat przez ordynariuszy. Kult cudownego wizerunku osłabł podczas niewoli narodowej (zaboru pruskiego), trwającej w latach 1772–1920. Odrodził się po odzyskaniu niepodległości, okrzepł i rozwinął – po II wojnie światowej. Gromadny udział wiernych w nabożeństwach maryjnych notowano zwłaszcza od lat 50. XX wieku.
Matka Boża Pięknej Miłości była dwukrotnie koronowana. Pierwszej koronacji, samej Madonny, dokonał 29 maja 1966 roku przy kościele Matki Bożej Nieustającej Pomocy na Szwederowie kardynał Stefan Wyszyński, prymas Polski. Nazwał on Madonnę – Matką Bożą Pięknej Miłości i odtąd ta nazwa figuruje powszechnie w odniesieniu do opisywanego wizerunku. W ceremonii brał udział ówczesny metropolita krakowski, kardynał Karol Wojtyła, który 7 czerwca 1999 roku, po 33 latach od tamtej uroczyści, przybył do Bydgoszczy jako papież Jan Paweł II. W trakcie mszy św. na bydgoskim lotnisku (przy udziale 600 tys. wiernych) udekorował obraz dwiema nowymi koronami, tym razem na skronie Matki i Syna.
Fakt koronacji wpłynął na wzrost popularności obrazu. Stała obecność osób modlących się przed obrazem skłoniła władze duchowne do organizacji stałego dyżuru spowiedniczego w katedrze.
25 marca 2004 r. papież Jan Paweł II erygował diecezję bydgoską, której patronką ustanowił Matkę Bożą Pięknej Miłości oraz biskupa Michała Kozala.